# Cethosia insularis
Cethosia insularis är en fjärilsart som beskrevs av Felder 1861. Cethosia insularis ingår i släktet Cethosia och familjen praktfjärilar. Inga underarter finns listade i Catalogue of Life.